# Кашад
Кашад (мађ. Kásád) је село у Мађарској, у јужном делу државе. Село управо припада Шиклошком срезу Барањске жупаније, са седиштем у Печују.
Кашад је најјужније насеље у Мађарској.

## Природне одлике
Насеље Кашад се налази у јужној Мађарској, у историјској области Барања. Граница са Хрватском се налази непосредно јужно од села. Најближи већи град је Шиклош.
Село је смештено у западној Барањи и релативно је близу Драве. Положај насеља у равници, на приближно 90 метара надморске висине.

## Становништво
Према подацима из 2013. године Кашад је имао 281 становника. Последњих година број становника опада.
Претежно становништво у насељу чине Мађари римокатоличке вероисповести (63%), а значајна мањина су Хрвати (34%).

### Попис1910.
| Кашад | Кашад                                                                                         |
| --- | --------------------------------------------------------------------------------------------- |
| Језик | Вера                                                                                          |
| <div style="border:solid transparent;position:absolute;width:100px;line-height:0; укупно: 757 Хрватски 577 (76,22%) Мађарски 110 (14,53%) Немачки 70 (9,24%) - (-%) | укупно: 757 Римокатол. 739 (97,62%) Јевреји 8 (1,05%) Калвинисти 8 (1,05%) Лутерани 2 (0,26%) |